# Tripogon pungens
Tripogon pungens là một loài thực vật có hoa trong họ Hòa thảo. Loài này được C.E.C.Fisch. miêu tả khoa học đầu tiên năm 1934.